# Calculus on Manifolds (書籍)
Calculus on Manifolds: A Modern Approach to Classical Theorems of Advanced Calculus（1965）（多変数の解析学―古典理論への現代的アプローチ）は、Michael Spivakによる学部上級生向けの多変数微積分、微分形式、多様体上の積分に関する教科書。簡潔で厳密な現代的な性格を持つことで知られる。

## 説明
本書は、Calculus on Manifoldsは、実多変数ベクトル値関数（f : Rn→Rm）及びユークリッド空間に埋め込まれた微分可能な多様体の理論についての簡潔なモノグラフである。微分（逆関数定理、陰関数定理を含む）、リーマン積分（フビニの定理を含む）の概念を多変数の関数に拡張するとともに、ベクトル解析の古典的定理を扱っている。コーシー・グリーンの定理、オストログラツキー・ガウスの発散定理、ケルヴィン・ストークスの定理などを、「ユークリッド空間に埋め込まれた可微分多様体上の微分形式」、および、「境界を持つ多様体上の一般化ストークスの定理」の系として説明している。本書は、いくつかの古典的な結果の、より一般的で抽象的な現代的一般化と、その証明を与えている。
Stokes' Theorem for Manifolds-With-Boundary. ― If {\displaystyle M} is a compact oriented {\displaystyle k}-dimensional manifold-with-boundary, {\displaystyle \partial M} is the boundary given the induced orientation, and {\displaystyle \omega } is a ({\displaystyle k-1})-form on {\displaystyle M}, then {\displaystyle \int _{M}d\omega =\int _{\partial M}\omega }.
Calculus on Manifoldsの表紙には、1850年7月2日にケルビン卿からジョージストークス卿に宛てた古典的なストークスの定理（つまり、ケルビン-ストークスの定理）の最初の開示を含む手紙の抜粋が掲載されている。

## 評価
多変数の微積分とベクトル微積分の話題を、現代の現役数学者の視点から、1変数微積分と線形代数入門しか数学のみを学んだ学部生にも理解できるように、簡単かつ選択的に提示することを目的としている。Spivakはこの本において、現代の数学的道具を初等的な段階で扱えるようにした。このアプローチにより、本書は多変数微積分の厳密な理論への標準的な入門書となったが、そのテキストは饒舌な文体、動機となる例の欠如、明白ではない手順や論拠の省略の多さも指摘される。例えば、単体複体に関する一般化されたストークスの定理を述べ、証明するために、テンソル積、微分形式、接空間、引き戻し、外微分、立方体や単体複体など、見慣れない概念や構成が25ページほどの短いページの間に大量に次々と導入されている。さらに、注意深い読者からは、定理における仮説の欠落、定理の記述の不正確さ、一般的なケースに対応できない証明など、全体にわたってミスが多数指摘されている。

## 類似するその他の教科書
学部レベルでこれらのトピックもカバーしている最近の教科書として、James MunkresによるAnalysis on Manifolds（366pp）は知られている。James Munkreの本は、本書の２倍以上の長さでゆったりとしたペースで、同じ主題をより注意深く詳細に扱っている。それにもかかわらず、Munkresは、 Analysis on Manifoldsの序文にあるSpivakのこのテキストの影響を認めている。
Spivakによる、別の5巻の及ぶ教科書A Comprehensive Introduction to Differential Geometryの序文には、本書、Calculus on Manifoldsがこのテキストに基づくコースの前提条件として機能すると記載されている。実際、Calculus on Manifoldsで紹介された概念のいくつかは、より洗練された設定でこの古典的な著書の第1巻に再現されている。